# Babyrousa togeanensis
El babirusa de Togian (Babyrousa togeanensis), también conocido como babirusa de Malenge, es la especie más grande de babirusa. Es endémico de las Islas Togian en Indonesia, un tiempo se consideró una subespecie de Babyrousa babyrussa hasta 2002.  El babirusa de Togian es más grande, en comparación con el babirusa del norte de las Célebes que es más conocido,  tiene un mechón de cola bien desarrollado y los caninos superiores del macho son relativamente "cortos, delgados, girados hacia adelante y siempre convergen". El babirusa de Togian es omnívoro, se alimenta principalmente de raíces y frutos caídos de los árboles, pero también de gusanos e invertebrados. A diferencia de otras especies de cerdos, el  babirusa de Togian no mueve raíces en el suelo con el hocico cuando busca alimento, sino que patea el suelo para arrancar plantas.